# SQL/MED
SQL/MED, или Management of External Data (управление внешними данными) — расширение стандарта SQL, закреплённое в ISO/IEC 9075-9:2003.
SQL/MED реализует расширение SQL за счёт определения врапперов внешних данных и ссылочных типов, позволяющим SQL управлять внешними данными. Под внешними данными понимаются данные, доступ к которым осуществляется SQL-ориентированными СУБД, но не управляется ими. Этот стандарт может использоваться при разработке федеративных баз данных.